# Local Internet Registry
Eine Local Internet Registry (LIR) ist eine Organisation, der von einer Regional Internet Registry (RIR) ein oder mehrere Blöcke öffentlicher IP-Adressen bzw. AS-Nummern zugeteilt wurde und die damit größtenteils ihre Endkunden bedient. Die meisten LIRs sind Internetdienstanbieter, Unternehmen oder akademische Institutionen, welche die von der RIR zugewiesenen IP-Adress-Blöcke entweder selber nutzen und/oder Dritten zuteilen.
Eine Mitgliedschaft in einer RIR ist Voraussetzung, um LIR zu werden.

## Situation in Deutschland
Im Jahr 2023 gab es 4471 LIRs, die in Deutschland Dienste angeboten haben.

## Situation in Österreich und der Schweiz
Im Jahr 2023 waren 1353 LIRs in Österreich und 1543 LIRs in der Schweiz aktiv.